# 古力古台河
古力古台河，位于中华人民共和国内蒙古自治区赤峰市巴林右旗境内的一条河流，是查干木伦河左岸支流，河名意思是“有野鸡的地方”。上游又称敖尔盖河，发源于巴林右旗幸福之路苏木床金嘎查西北罕山南麓洪浩尔沟，东南流经床金嘎查、和日木图村、浩特艾勒嘎查、海勒斯阿木嘎查、敖日盖嘎查、王艾勒嘎查、苏木驻地幸福之路村、关乃恩格日嘎查等地后注入草原水库，出库后转西南流，经巴彦塔拉苏木，于大板镇新立村以东汇入查干木伦河。河流全长105.5千米，流域面积2465.17平方千米，河道平均比降5.2‰，年均径流量0.59亿立方米。古力古台河上游流经大兴安岭南端，森林广布。中下游两岸为低山丘陵，为草原牧区。